# رجی واکر
رجی واکر (انگلیسی: Reggie Walker; ۱۶ مارس ۱۸۸۹ – ۵ نوامبر ۱۹۵۱) دونده سرعت اهل آفریقای جنوبی بود. از افتخارات وی میتوان به کسب مدال طلا دو ۱۰۰ متر در بازی‌های المپیک تابستانی ۱۹۰۸ اشاره کرد.